# Obélisque de la piazza del Popolo
L'obélisque de la piazza del Popolo, appelé aussi obelisco Flaminio (il marque le début de la Via Flaminia), est l'un des premiers obélisques égyptiens transportés à Rome. Il est en granite rouge d'Assouan ; il mesure 23,30 m et pèse 235 t.

## Trois lieux historiques

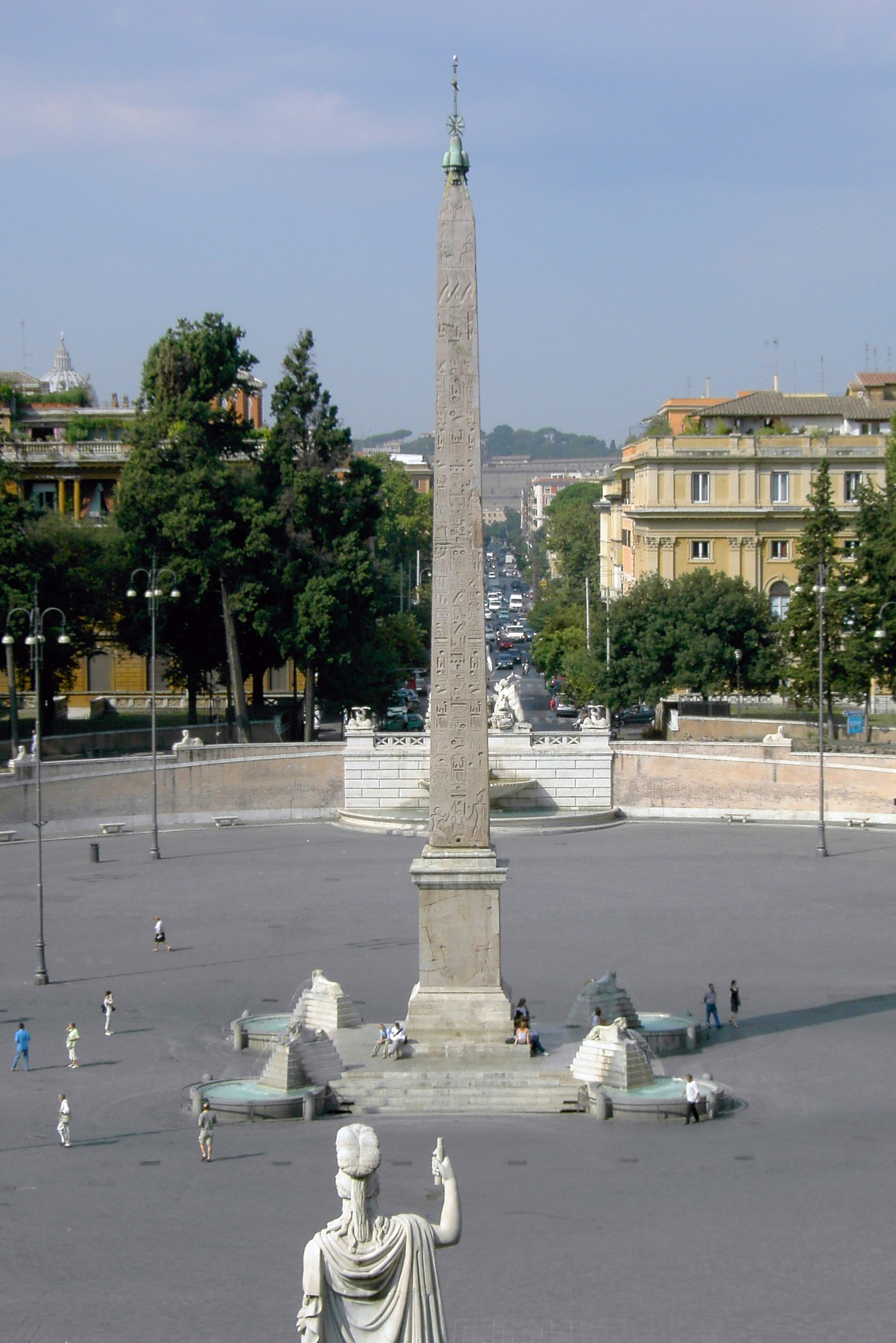
l'obélisque

### Héliopolis
C'est l'un des deux obélisques provenant du temple de Rê à Héliopolis et transportés à Rome par Auguste. Celui-ci a été érigé autrefois dans le temple du soleil de l'antique cité égyptienne par Séthi Ier et Ramsès II, (-XIIIe siècle).
Trois de ses faces sont gravées au nom de Séthi Ier, et la quatrième au nom de son fils Ramsès II.
Le second obélisque transporté d'Héliopolis par Auguste est l'actuel obélisque de la piazza di Montecitorio.

### Circus Maximus
Il fut érigé vers l'an -10 sur la spina du Circus Maximus, où un autre obélisque, celui du Latran, sera implanté en 357 en sa compagnie. Puis on perd leur trace : on constate qu'ils tombèrent ou furent renversés tous deux à une date inconnue.

### Piazza del Popolo
Ces deux grands obélisques du Circus Maximus furent retrouvés brisés au cours de fouilles menées en 1587 par le pape Sixte V qui les fit transporter, ainsi que d'autres, pour orner les places de Rome.
Cet obélisque a été réérigé par Domenico Fontana en face de l'église Santa Maria del Popolo en 1589 : il devint alors le monument central de la piazza del Popolo nouvellement aménagée autour de lui. Elle fut rénovée par Giuseppe Valadier en 1793, puis à nouveau entre 1816 et 1824 [réf. souhaitée].

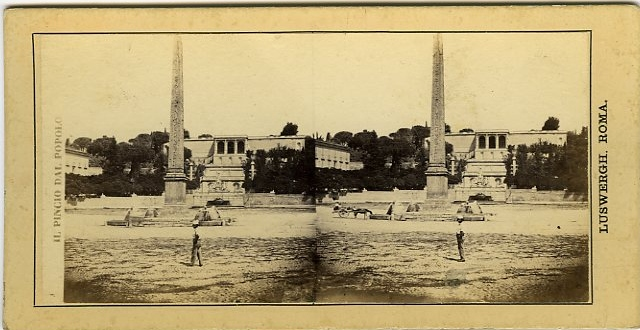
Piazza del Popolo, vers 1855. Carte stéréoscopique prise en deux temps.

## Articles liés
- Liste des monuments de la Rome antique
- Obélisque

## Liens
- L'obélisque de la piazza del Popolo
- (en) Obelisk of the World
- (es + en + de) History of the Egyptian obelisks : Flaminian